# 新瓦屋客家文化保存區
新瓦屋（饒平腔客家話：sinˇ ngaˋ vugˋ）是位於臺灣新竹縣竹北市六家中興里文興路的林姓饒平客家聚落，建於清朝嘉慶年間。2005年設立新瓦屋客家文化保存區，成為臺灣第一個客家文化保存區，現由新竹縣政府文化局管理。

## 沿革
乾隆二十三年（1758年），林孫檀跟隨其堂侄林先坤自廣東省潮州府饒平縣渡海臺灣，在六張犁與堂兄林孫彰（林先坤之父）聚居，開墾當時為荒地的芒頭埔。:45
嘉慶十年（1805年），林孫檀之子林象賢與林象明在芒頭埔建立「忠孝堂」公廳，因建成時間較林先坤在六張犁建的公廳晚，屋瓦較新，而稱之為「新瓦屋」，後形成新瓦屋聚落。:46
1990年，新瓦屋聚落因位於「高速鐵路新竹車站特定區」內而被徵收國有。經文史工作者與當地居民奔走下，客委會與新竹縣政府決議將其保留。2005年8月9日，「新瓦屋客家文化保存區」成立，成為全國第一個客家文化保存區。:51
2005年，客委會進駐新瓦屋聚落，2011年起由新竹縣政府文化局接手。

## 聚落
新瓦屋坐北朝南，建築整體為標準的「伙房屋」格局，包括「正身」、兩旁「橫屋」及「天井」。屋外有晒穀場「禾埕」，禾埕外有圍牆和門樓，再外面則是稻田和水圳圍繞，前後只有小路通往聚落外，形成一個具有防禦功能的封閉型聚落。:47
臺灣戰後，新瓦屋聚落的住址為新竹縣竹北鄉中興村芒頭埔2鄰18號及3鄰18號、19號，居民最多時約40戶、200多人。隨著聚落人口成長，逐漸有人離開聚落。2000年，林家人遷出之前，住戶有22戶，人數有100多人。:48

## 建築

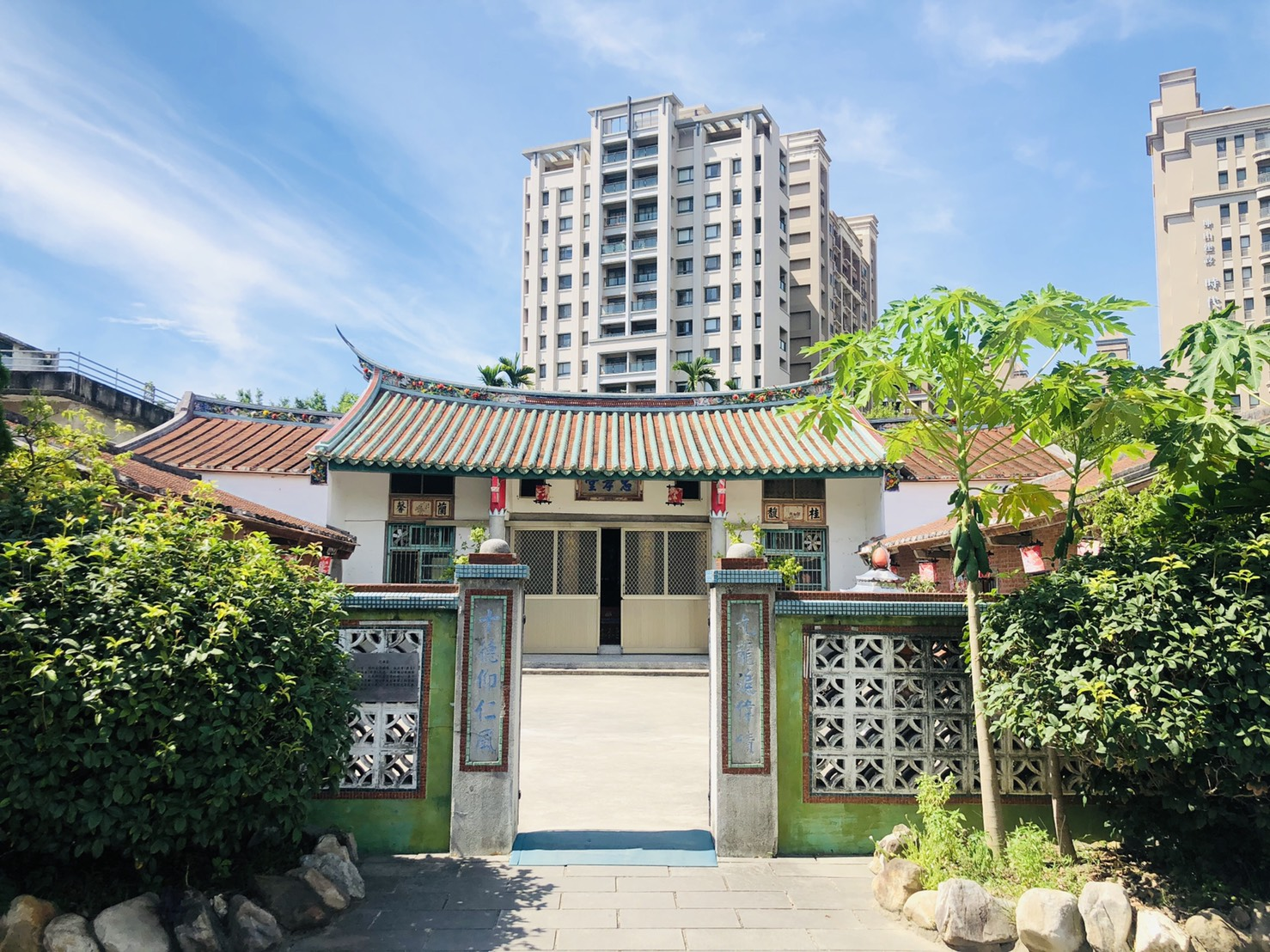
忠孝堂
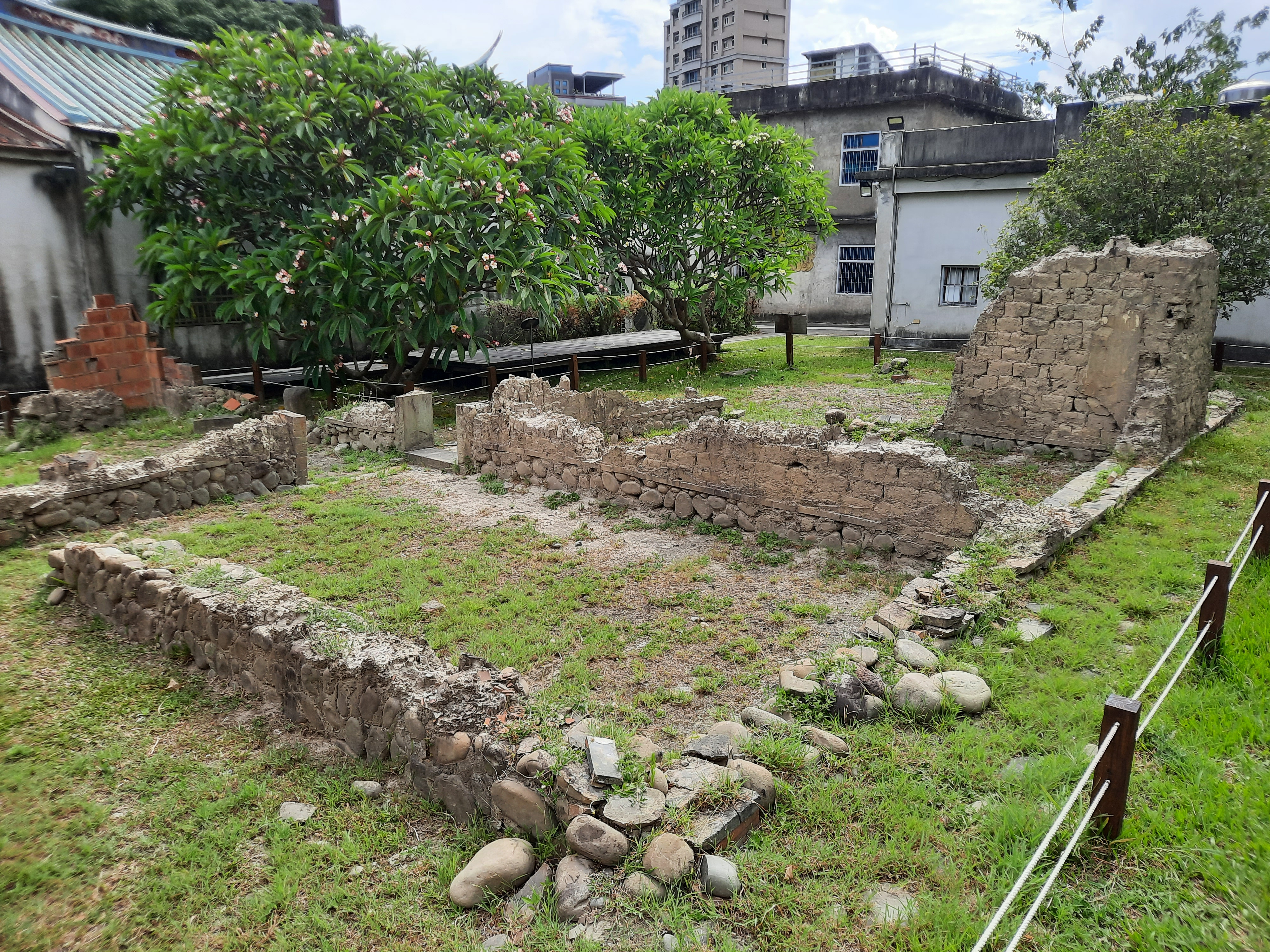
老公廳
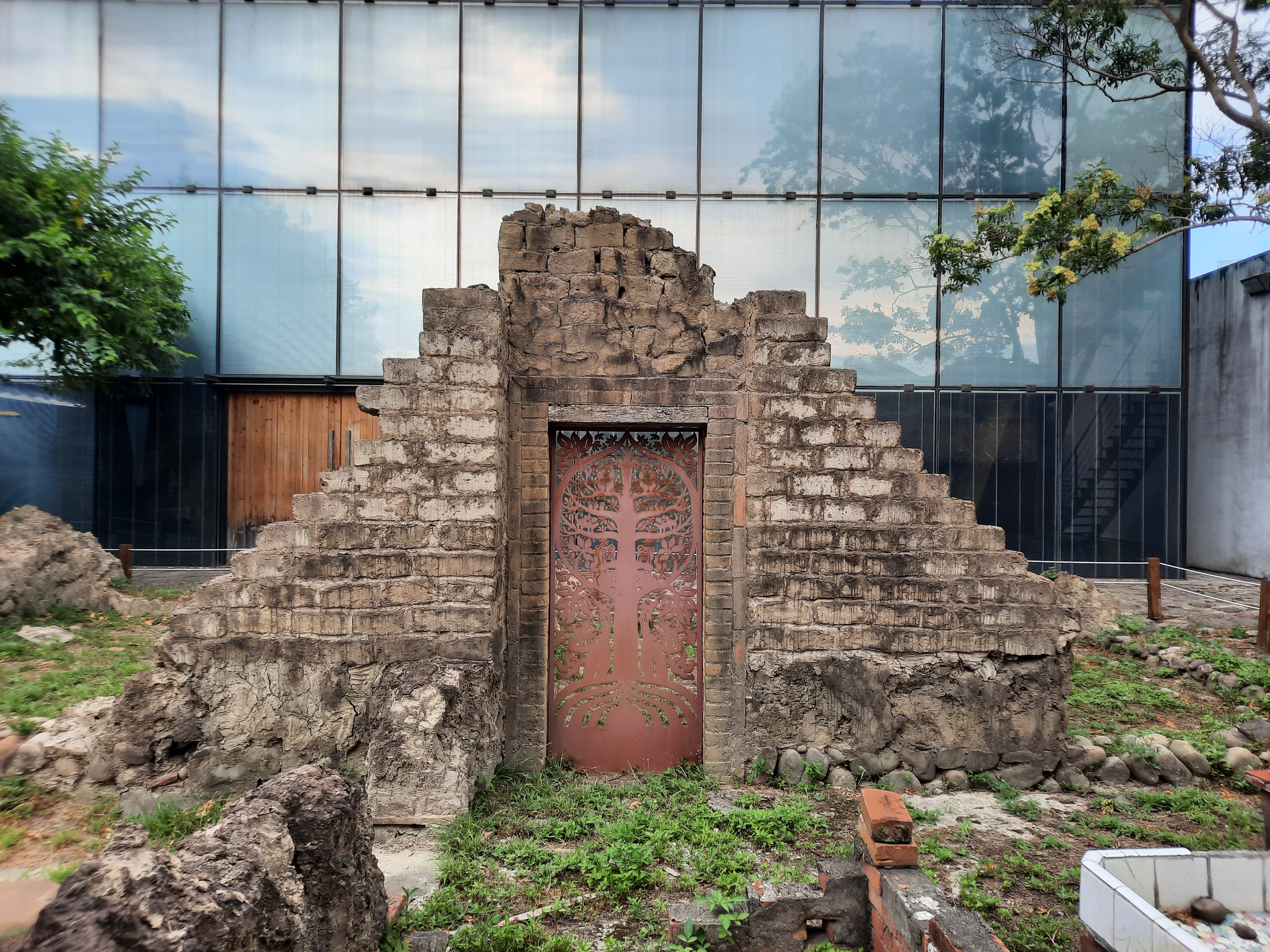
林礽固老屋
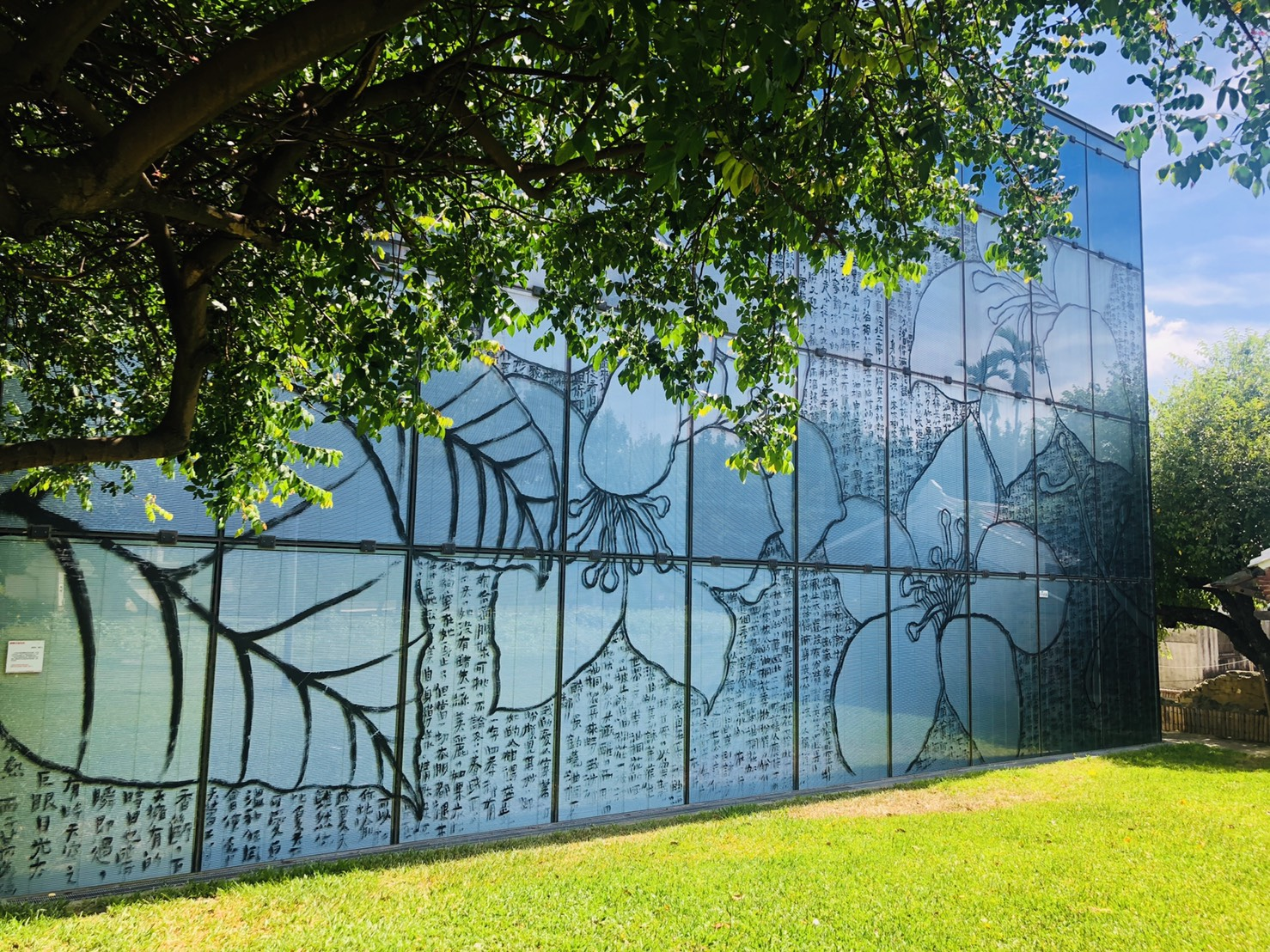
集會堂

忠孝堂
新瓦屋林家的祭祀公廳，於1973年自老公廳遷移至此，為一堂廳二橫屋加一門樓的合院建築。1905年由泥磚屋改建成紅磚屋，1973年再改建成鋼筋混泥土。
老公廳遺址
即舊忠孝堂遺址，於嘉慶十年（1805年）建成，為新瓦屋聚落中第一棟泥磚屋（土埆厝）建築，亦為「新瓦屋」名稱由來。1973年由於建築老舊，將老公廳內的神主牌改置今日的新瓦屋忠孝堂。1973年，原住戶搬離後逐漸損壞、倒塌。
集會堂
新瓦屋聚落內唯一的新建築，為15×15×9公尺的木結構玻璃屋，平時供花鼓隊練習，或研習、展演活動使用。:17

## 外部連結
- 维基共享资源上的相關多媒體資源：新瓦屋客家文化保存區
- 新瓦屋客家文化保存區—館舍簡介 （页面存档备份，存于）